# 진주탑 (드라마)
《진주탑》은 1987년에 방영된 대한민국의 드라마이다.  KBS 1TV의 한국방송공사 TV소설의 일부였으며, 1987년 8월 3일 첫 방영하였다. 20분 40회작으로 구성된 《진주탑》은 한정희가 감독하였으며, 금보라 등이 주연으로 출연하였다.
알렉상드르 뒤마의 《몬테크리스토 백작》을 번안한 김내성의 동명의 소설(1947)이 원작이다.

## 출연

### 주연
- 금보라
- 차두옥

### 조연
- 연규진
- 임혁
- 안대용
- 이일웅
- 전원주
- 김진해
- 전병욱
- 박해상
- 안병경
- 최명수
- 현호진
- 김용태
- 양영준

## 결방 사유 및 편성 변경
- 1987년 8월 14일 : 독립기념관 개관 경축전야제 <한국행진곡>으로 인해 결방
- 1987년 8월 28일 : 특집 코미디 야외청백전 KBS 희극배우 총출연으로 인해 결방
- 1987년 9월 4일 : 재일동포 위문 천하장사 씨름대회 (일본 오사카)로 인해 결방
- 1987년 9월 11일 : 87프로야구후기리그 (해태타이거즈 : 삼성라이온즈) 광주야구장 중계방송으로 인해 결방
- 1987년 9월 17일 : 위성생방송 서울올림픽 앞으로 365일 세계와 손잡고로 인해 결방
- 1987년 9월 18일 : 87프로야구후기리그 (삼성라이온즈 : 해태타이거즈) 대구야구장 중계방송으로 인해 결방
- 1987년 9월 23일 : KBS 전국 7시뉴스로 인해 결방
- 1987년 9월 30일 : 건국39주년기념 호국가요제로 인해 결방
- 1987년 10월 2일 : 개천절특집 고대탐사 단군으로 인해 결방
- 1987년 10월 7일 : 추석특집 임진강 축원대제, 통일열풍으로 생이별의 한을 풀자로 인해 결방

| 한국방송공사 TV소설                            | 한국방송공사 TV소설                        | 한국방송공사 TV소설 |
| 이전 작품                                      | 작품명                                     | 다음 작품           |
| ---------------------------------------------- | ------------------------------------------ | ------------------- |
| 영원의 미소 (1987년 6월 29일 ~ 1987년 8월 5일) | 진주탑 (1987년 8월 10일 ~ 1987년 10월 8일) | -                   |

1. ↑  “[放送소식] TV 「진주탑」 제작”. 《부산일보》. 1987년 7월 15일. 2025년 7월 12일에 확인함.
2. ↑  “金來成 「진주탑」극화”. 《동아일보》. 1987년 7월 8일  – 네이버 뉴스 라이브러리 경유.